# Bârzogani
Bârzogani – wieś w Rumunii, w okręgu Alba, w gminie Mogoș. W 2011 roku liczyła 22 mieszkańców.